# Teatro Municipal Ignacio A. Pane
El Teatro Municipal Ignacio A. Pane es el Teatro más antiguo de Asunción en Paraguay, lleva esa denominación en homenaje a Ignacio Alberto Pane Ignacio A. Pane, sociólogo, docente, periodista, poeta y político paraguayo de la "generación del 900". Está ubicado en el centro histórico-cívico de la ciudad que comprende los más importantes edificios públicos. La sala tiene forma de herradura; con un patio de butacas (platea) rodeado de tres niveles de palcos, lo que da un aforo total de 700 localidades. 
El Teatro Nacional quedó bajo la administración municipal desde fines del siglo XIX y recién en el año 1949 cambió su antigua denominación por la de Teatro Municipal “Ignacio A. Pane”. Hubieron de transcurrir varios años desde su inauguración hasta que en junio de 1997, y con la colaboración de la Agencia de Cooperación Española y la Escuela-Taller Asunción, se dio inicio al proyecto mediante un concurso de diseño. En 2001 se habilitó parte de uno de los bloques, en donde se instaló “El Café del Teatro” en planta baja y una pequeña sala para representaciones teatrales, que lleva el nombre de Baudilio Alió, en honor del insigne mecenas, en la esquina de Presidente Franco y Alberdi. En 2003 se habilitó la sala Jacinto Herrera para clases y ensayos en la planta alta y las oficinas de la planta baja de la esquina Presidente Franco y Chile.

## Historia
La historia del Teatro Municipal de Asunción comienza cuando la Sala de Sesiones del Congreso Nacional, construida en 1843, cambia su destino administrativo por uno vinculado con las artes. En el año 1843, bajo el consulado de Carlos Antonio López, y Mariano Roque Alonso, se construye el primer edificio destinado a Teatro, liderando el dinamismo que venía ganando la actividad cultural en el país. En el año 1844 concluye el salón para sesiones, él mismo sirvió de sede para el Congreso.
López ordena convertir en Teatro dicho espacio, lo que ocurre en el año 1855, siendo el Congreso trasladado al nuevo Cabildo. En ese mismo año, el presidente de la República encomendó al periodista y dramaturgo español, Ildefonso Antonio Bermejo, la apertura de un teatro en Asunción, posteriormente Ildefonso Antonio Bermejo trazó los planos y construyó el edificio que, una vez culminada la construcción, sería la sede del Teatro. Fue inaugurada el 4 de noviembre de 1855.
En el año 1886 el empresario catalán Baudilio Alió obtuvo la concesión del viejo coliseo y el terreno de la Plaza Libertad para levantar allí un nuevo Teatro Nacional y comenzó la construcción del entonces “Teatro Nacional”, que culminó en el año 1889.
La inauguración tuvo lugar el 21 de julio de 1889 con la presentación de la Compañía de Orquesta, la Estudiantina Española Fígaro, con repertorios de Verdi, Schubert, Flotow y otros.
En el año 1894, la obra de Alió, prolongación del teatro de Bermejo, quedaba en manos de la sociedad; se introdujeron palcos y hermosearon los patios con jardines, la cartelera de espectáculos se fue renovando y la vida del primer coliseo de Asunción llamó la atención de propios y extraños.
En el año 1939 fue transferido al dominio de la Municipalidad de Asunción, convirtiéndose en teatro municipal.
El Teatro Municipal, emblemático espacio, fue cerrado en el año 1995 a causa del avanzado deterioro e incluso del desplome de ciertos sectores. 

### Restauración
A criterio de los ganadores del concurso del anteproyecto convocado en 1995, Pablo Capelletti (Q. E. P. D.), Arq. Javier Corvalán y Arq. Pedro Espínola Vargas Peña, el valor arquitectónico del Teatro Municipal es relativamente modesto, por lo que antes de plantearse la restauración más bien tendría que hablarse de una intervención a practicarse en el edificio. La idea trabajada por los ganadores del concurso apostó a integrar los elementos antiguos existentes con un criterio contemporáneo, poniendo especial énfasis en la privilegiada posición que ocupa el edificio, en pleno corazón del centro histórico.
La restauración del Teatro Municipal, encarada por la comuna asuncena, avanzó según el nuevo proyecto que reformuló el primer llamado a concurso, tras las investigaciones y posteriores hallazgos arqueológicos. En 1997, con la colaboración de la Agencia de Cooperación Española y la Escuela Taller de Asunción, se iniciaron los trabajos de restauración.
El edificio histórico y el proyecto definen tres cuerpos que se identifican funcional y formalmente: el edificio de acceso, el gran tambor octogonal incluyendo las plateas y el bloque del escenario que resulta casi un edificio de altura. La nueva idea respeta esta concepción y suma al conjunto dos nuevos elementos: un bloque lateral de servicios y conexiones y un gran techo sobre el patio norte.
En lo funcional se estructura desde los nuevos accesos sobre la calle Alberdi, clausurándola para uso vehicular, creando una pequeña plaza ligada al Teatro y al Correo. Esta propuesta no clausura el antiguo acceso, sino que propone una mayor fluidez en la relación interior-exterior.
Considerando las tres partes citadas, la intervención en el edificio de acceso se limita a recuperar la planta original, eliminando los posteriores agregados, a instalar un nuevo sistema de circunvalaciones y servicios, y a aumentar la capacidad en el acceso original.
El tambor presentará la misma imagen general, con una rectificación de niveles en los palcos y una nueva pendiente en la platea para mejorar la visibilidad. El cuerpo del escenario se modificará atendiendo las normativas internacionales de boca de escenario, profundidad y acústica.
El patio norte, nuevo integrante del proyecto, será utilizado como un salón de usos múltiples, integrando la idea de recuperación de los fragmentos del antiguo edificio del Congreso. Se propone mantener la textura sin modificar el volumen general del conjunto. Los nuevos integrantes formales seguirán las mismas pautas de proporciones con lenguaje neutral y sintético.
Inicio de las obras: 28 de septiembre de 2004.
Fecha de terminación: diciembre de 2005.
Superficie total: 4.643 m².
Escenario: 225 m².
Aforo: 700 localidades, divididas en 2 zonas.
1. Platea: con un total de 490 localidades.
2. Palcos: en 3 niveles de 70 localidades c/u,.

Techo: conserva su forma original pero se reemplaza la antigua estructura de madera por otra metálica.

## Escenario
Está compuesto de los siguientes: 
Boca: ancho 13,60 m, alto 8,90 m, superficie 225 m². 
La altura total de la torre del escenario es de 22 m.
Fosa de Orquesta: 68 m², con capacidad para 90 músicos.